# Gewöhnliche Schneebeere
Die Gewöhnliche Schneebeere (Symphoricarpos albus) ist ein in Nordamerika heimischer Strauch, der in Europa als Ziergehölz weit verbreitet ist. Die weißen Früchte verbleiben bis in den Winter hinein an den Sträuchern. Wegen des Geräuschs, das die Früchte beim Zerdrücken erzeugen, werden sie auch Knallerbsen genannt.

## Beschreibung
Die Gewöhnliche Schneebeere ist ein sommergrüner Strauch und wird 0,3 bis 2 m hoch. Er bildet eine größere Anzahl von schlanken, zwei bis 2,5 cm dicken, leicht überhängenden Zweigen. Die Verzweigung erfolgt basiton (an der Basis des Strauchs). Die Pflanzen bilden unterirdische Spross-Ausläufer, die wenige Zentimeter unter der Erdoberfläche verlaufen und bis 60 cm lang werden. An den Enden wachsen die Schösslinge empor. Neue Ausläufer werden erst gebildet, wenn sich der Schössling etabliert hat. Die Stämme besitzen bis in eine Höhe von 100 cm Adventivwurzeln, die an stehenden Ästen funktionslos sind, bei abgebrochenen, liegenden Ästen jedoch zu einer Bewurzelung und somit zur Etablierung neuer Pflanzen führen. Die Winterknospen haben zwei Paar äußere Knospenschuppen.
Die Rinde von jungen Ästen ist glatt und gelblich-grau, später wird sie dunkler und schuppig. Im Bastparenchym kommen Calciumoxalat-Drusen vor. Das Holz ist ringporig, das Holzparenchym ist unregelmäßig zwischen den Fasern verteilt. Die Fasern selbst besitzen spiralige Wandverdickungen.

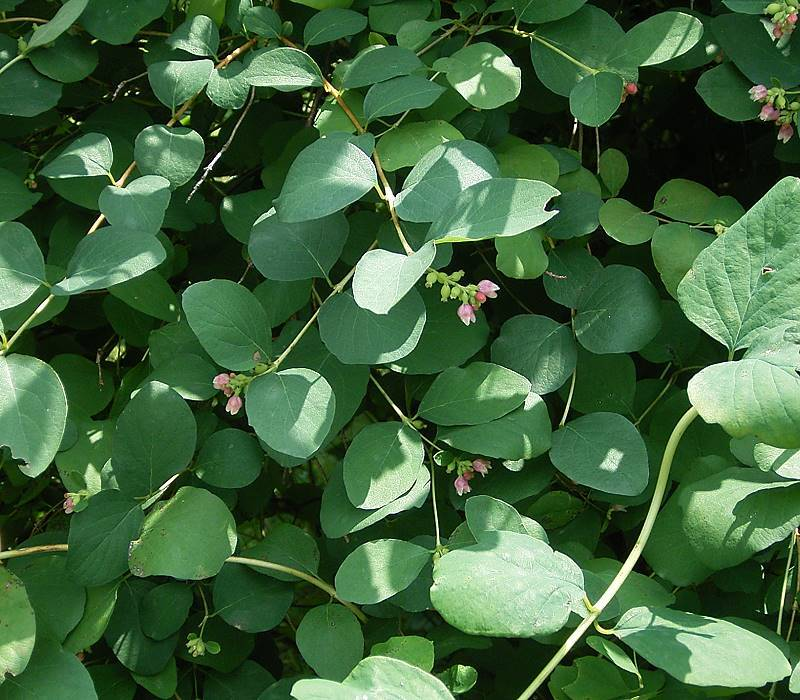
Zweige mit Blütenständen

Die Blätter stehen gegenständig, ihre Stellung erscheint durch eine Drehung der Blattstiele jedoch zweizeilig. Sie haben einen kurzen Blattstiel, sind einfach, ganzrandig, kahl und stumpf grün. Die Länge beträgt 4 bis 8 cm, die Blattform ist eiförmig bis rundlich, am Ende sind die Blätter spitz bis stumpf oder feinspitzig, an der Basis spitz bis abgerundet. Der Blattstiel ist an der Oberseite rinnig, am Grund verdickt. An den jungen Schösslingen haben die Blätter ein anderes Aussehen; hier werden zunächst farblose Niederblätter, dann kleine, ganzrandige, gestielte Laubblätter, in der Mittelregion dann große, gelappte, manchmal auch grob gezähnte bis gelappte Blätter, am Ende des Triebes dann wieder kleine und ganzrandige.

### Blüten und Früchte

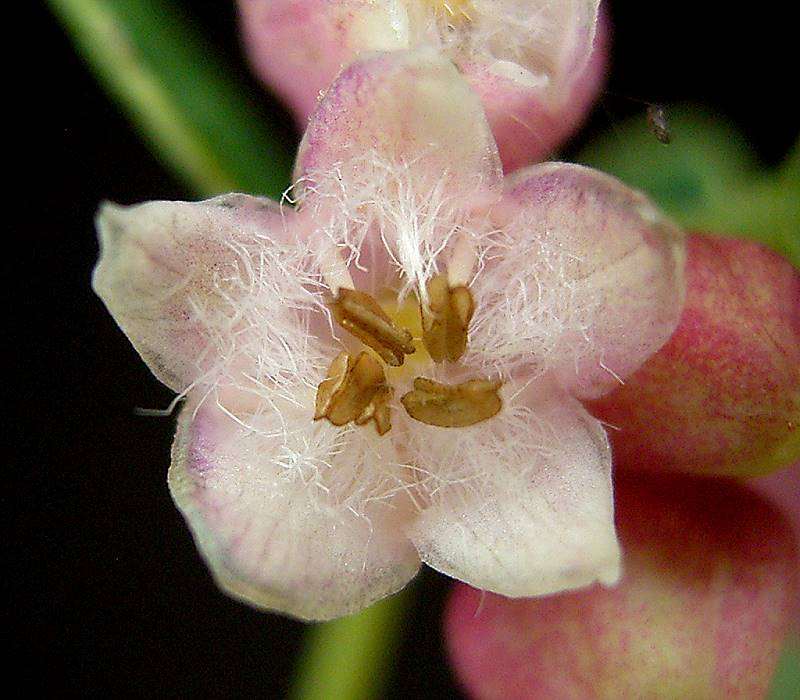
Einzelblüte

Der endständige Blütenstand ist eine vielblütige, dichte Traube. Jeder Blütenstand hat mehrere kleine, dreieckige Vorblätter.
Die kurz gestielten bis fast sitzenden, zwittrigen Blüten sind radiärsymmetrisch, glockenförmig und fünfzählig mit doppelter Blütenhülle. Der kleine Kelch ist schalenförmig und fünfzähnig. Die verwachsenblättrige Krone ist rötlich-weiß. Die fünf kurzen Staubblätter setzen am Schlund der Krone an und stehen hier in einem Haarkranz. An der Innenseite der Kronröhre befinden sich mehrere gekrümmte Nektarien. Der Fruchtknoten ist unterständig mit kurzem Griffel, hat vier Fächer und enthält zwei fertile Samenanlagen. Blütezeit ist Juni bis September.

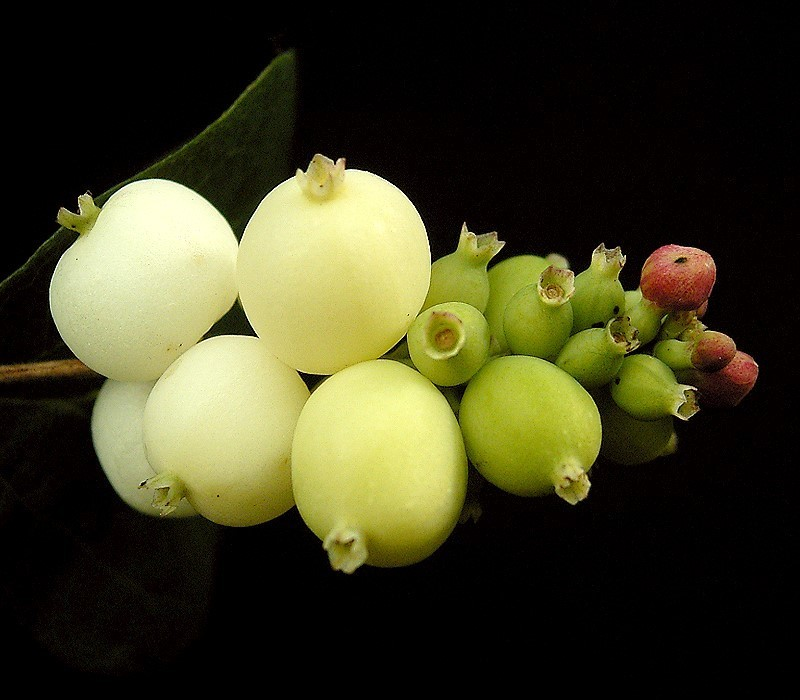
Unterschiedlich reife Früchte

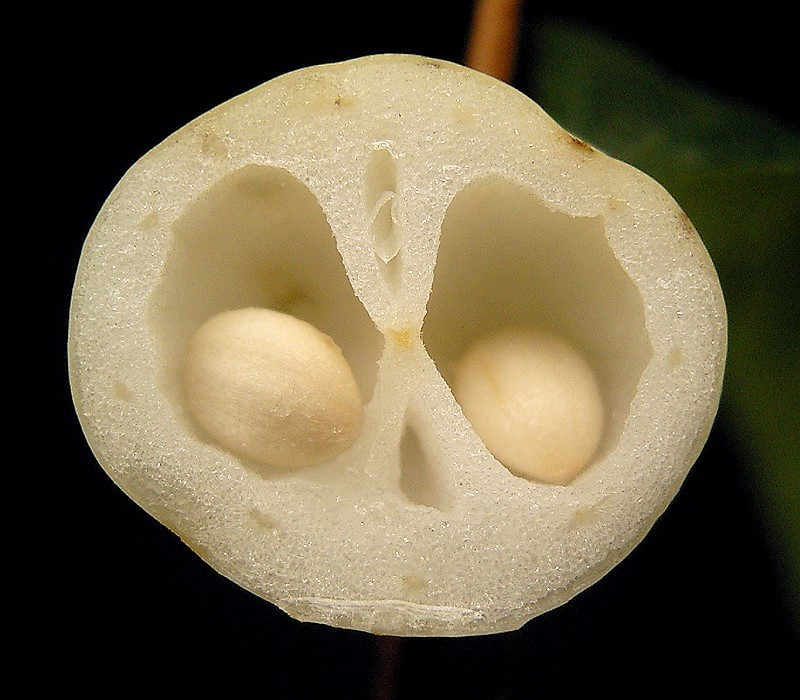
Aufgeschnittene Frucht

Die kahlen Früchte sind weiß, fast kugelrund, schwammig-saftig und haben einen Durchmesser von 10 bis 15 mm. Die Frucht ist eine Steinfrucht mit Kelchresten an der Spitze, mit zwei Kernen, wird jedoch manchmal als Beere bezeichnet. Sie reifen zwischen Juli und Oktober und bleiben bis in den Winter hinein am Strauch. In einer Frucht befinden sich zwei glatte, harte, einsamige Steinkerne, die 4,5 mm lang, elliptisch und abgeflacht sind.

### Chromosomenzahl
Zu den Chromosomenzahlen gibt es Angaben über 2n = 36, 54 und 72, was bedeuten würde, dass es tetraploide, hexaploide und octoploide Sippen gibt.

## Ökologie
Die Gewöhnliche Schneebeere ist ein winterkahler Strauch. Seine Blätter stehen zwar gegenständig, jedoch sind ihre Spreiten an waagerechten und herabhängenden Zweigen zu besseren Lichtnutzung waagerecht gestellt.
Die Blüten sind homogame „Glockenblumen mit klebrigem Pollen“. Der Nektar wird von ziemlich großen Papillen auf der Innenseite der Kronröhre reichlich abgesondert. Außerdem ist ein „anbohrbares Gewebe“ vorhanden. Die Blüten werden von kurz- bis mittelrüsseligen Insekten (Bienen, Wespen, Schwebfliegen) besucht. Die Blüten sind eine Bienenweide, aber auch Selbstbestäubung ist möglich. Blütezeit ist Juni bis September.
Das Fruchtfleisch ist großzellig und schwammig; seine Weißfärbung kommt durch Totalreflexion des Lichtes an den luftgefüllten Interzellularen zustande. Es findet eine Verdauungsverbreitung u. a. durch Drosseln und Finken statt. Obwohl die Früchte Wintersteher sind, werden sie als Futter nur wenig angenommen.
Die Vegetative Vermehrung erfolgt durch unterirdische Kriechsprosse, dadurch kann der Strauch schnell dichte Bestände bilden.

## Inhaltsstoffe
Die Beeren enthalten Saponine und einen unbekannten, stark reizend wirkenden Wirkstoff. Daneben enthalten sie auch das Isochinolin-Alkaloid Chelidonin sowie weitere Alkaloide.

### Herbivore
Die Gewöhnliche Schneebeere ist in Amerika eine bedeutende Futterpflanze für verschiedene Tierarten, darunter Dickhornschaf (Ovis canadensis) und Weißwedelhirsch (Odocoileus virginianus). Die Früchte werden von verschiedenen Vögeln und Kleinsäugern gefressen, darunter dem Kragenhuhn und Tympanuchus phasianellus, Truthühner (Meleagris gallopavo), Tyrannus, Blaukehl-Hüttensänger (Sialia mexicana) und die Säuger Fuchshörnchen (Sciurus niger), das Baumwollschwanzkaninchen Sylvilagus audubonii und Taschenratten (Geomyidae).

### Giftigkeit
Über die Giftigkeit der Beeren für den Menschen gibt es in der Literatur unterschiedliche Angaben. Die Giftzentrale der Universität Bonn stuft die Art als giftig ein und gibt als Symptom Brechdurchfall an. Bei kleinen Mengen (drei bis vier Beeren) kommt es meist zu keinen Symptomen, bei größeren Mengen kommen Darmbeschwerden, Fieber und Müdigkeit vor. Es gibt auch Berichte über eine Schädigung der Mund- und Magenschleimhaut.

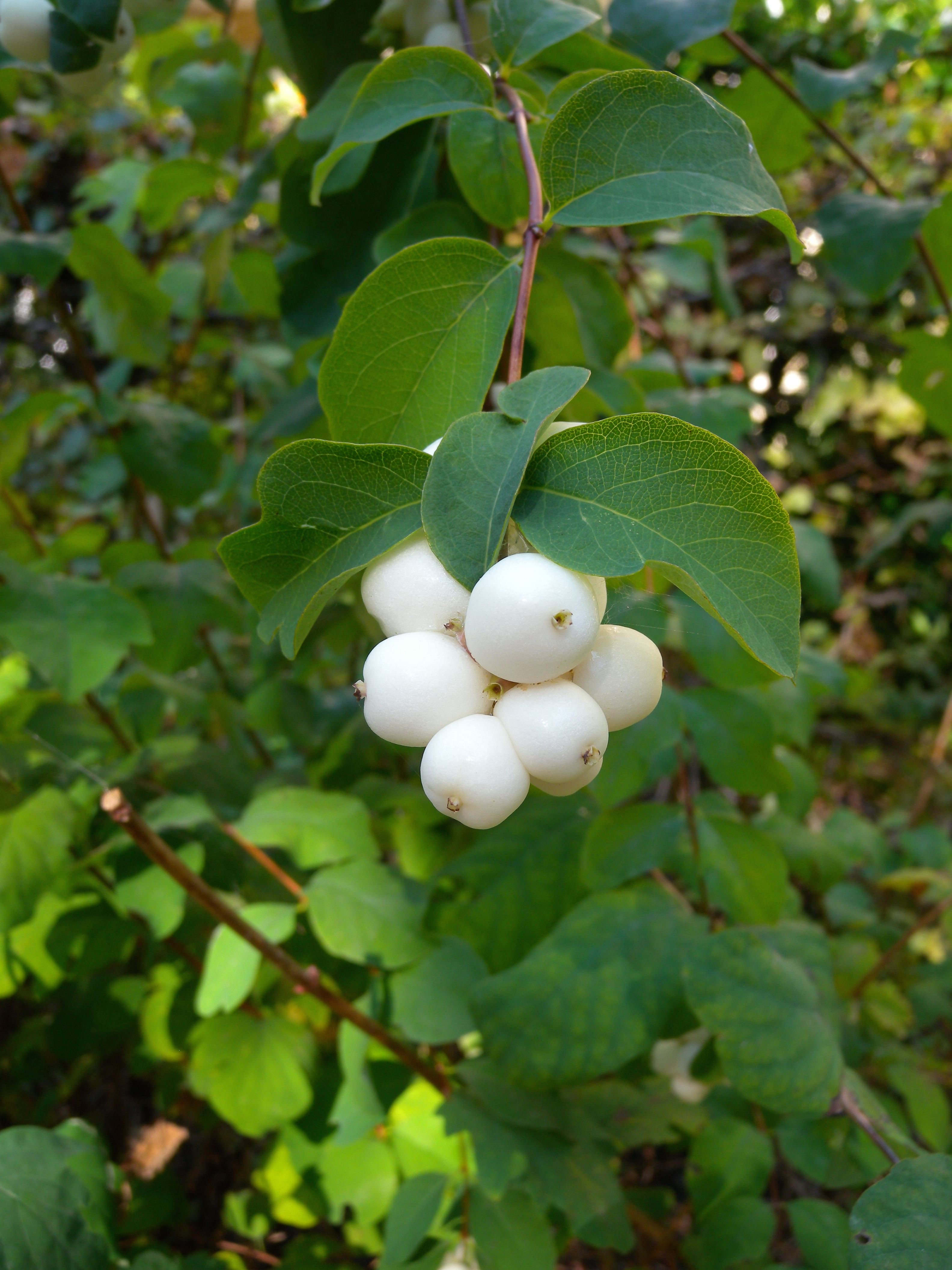
Gewöhnliche Schneebeere (Symphoricarpos albus) mit Früchten

## Systematik
Es werden innerhalb der Art zwei Varietäten unterschieden:
- Symphoricarpos albus var. laevigatus (Fernald) S.F.Blake ist im Westen der USA heimisch, ihr Areal reicht von Süd-Alaska bis Kalifornien, Montana und Colorado. Sie ist die in Europa verbreitete Varietät. Ihre Merkmale sind die oben beschriebenen.
- Symphoricarpos albus var. albus ist eher im Osten Nordamerikas heimisch, mit rund einem Meter kleiner als laevigatus, hat auch mit 10 mm kleinere Früchte, die Zweige und Äste sind behaart.

Ältere, teilweise selten noch verwendete Synonyme für Symphoricarpos albus sind Symphoricarpos racemosus Michx. und Symphoricarpos rivularis Suksdorf.

## Verbreitung und Standorte
Die Gewöhnliche Schneebeere ist in Nordamerika heimisch. Sie kommt von der Hudson Bay bis nach Alaska vor, im Süden bis Kalifornien und in östlicher Richtung bis North Carolina. Hier wächst sie in einer Vielzahl von Pflanzengesellschaften, vorwiegend auf warmen und/oder trockenen Standorten. Beispiele für Klimax-Vegetationen, in denen die Art codominant ist, sind Wälder von Gelb-Kiefer (Pinus ponderosa), Douglasie (Pseudotsuga menziesii) und Felsengebirgs-Tanne (Abies lasiocarpa). Sie wächst bevorzugt an Waldrändern, auch an Flussufern.
In Europa ist die Art als Zierpflanze weit verbreitet und ist in weiten Teilen auch eingebürgert, fehlt jedoch im Mittelmeergebiet. In Großbritannien ist sie praktisch landesweit vertreten. In Deutschland kommt sie häufig im Umfeld von Siedlungen und Städten verwildert vor und bildet eine eigene Pflanzengesellschaft, das Symphoricarpetum albi innerhalb des Verbandes Sambuco-Salicion capreae, eine Gesellschaft, die auch in Großbritannien weit verbreitet ist. Die Art wächst am besten auf feuchten, jedoch nicht staunassen, fruchtbaren Böden im vollen Sonnenlicht.

## Nutzung
Die indigenen Völker Amerikas in Washington und Oregon aßen die Früchte frisch oder getrocknet und nutzten sie als Haarshampoo. Früchte und Blätter wurden zerstoßen auf Wunden aufgetragen. Ein Tee aus der Rinde wurde zur Behandlung von Tuberkulose und Geschlechtskrankheiten eingesetzt. Aus dem Holz wurden Pfeilschäfte und Pfeifenrohre hergestellt. Heute wird die Art häufig zur Wiederherstellung gestörter Standorte gepflanzt.
In Europa, aber auch Nordamerika, wird die Gewöhnliche Schneebeere häufig als Ziergehölz gepflanzt. In Großbritannien wurde sie als Deckungsgehölz für Vögel und Wild auch außerhalb von Siedlungsräumen angepflanzt.

## Geschichte
In Europa wurde die Gewöhnliche Schneebeere erstmals durch den schwedischen Botaniker Pehr Kalm bekannt, der die Art Mitte des 18. Jahrhunderts in Pennsylvania fand. Durch Kalm erlangte Carl von Linné Kenntnis von der Art, er nannte sie jedoch wegen ihrer Ähnlichkeit mit Heidekrautgewächsen (Ericaceae) irrtümlich Vaccinium album. André Michaux stellte sie als Symphoricarpos racemosus in die Gattung Symphoricarpos. 1914 wurde sie von Sidney Fay Blake aus nomenklatorischen Gründen in Symphoricarpos albus umbenannt.
Ab dem 19. Jahrhundert wurde die Art in Europa als Zierstrauch in Gärten gepflanzt. Die als Zierpflanze verwendete Varietät laevigatus wurde von Lewis und Clarke im Gebiet des Columbia River entdeckt. Aus den von ihnen gesammelten Samen zog Bernard McMahon in Philadelphia Pflanzen. 1817 kamen die ersten Samen nach London und wurden von hier weiter verbreitet. Ab der Mitte des 19. Jahrhunderts war der Strauch in Deutschland in Gärten, Parks und Friedhöfen weit verbreitet, besonders, da er auch eine ergiebige Bienenweide darstellt. Von diesen Standorten verwilderte die Pflanze vielfach. Bei Kindern sind die Beeren beliebt, da sie beim Zertreten knallen (von daher der Name Knallerbsenstrauch).
Der „Knallerbsenstrauch“ wurde 1999 durch Stefan Raab thematisiert, als dieser Ausschnitte aus der Show „Richterin Barbara Salesch“ nach einem Nachbarschaftsstreit mit der Beteiligten Regina Zindler zeigte und in seinem Lied Maschen-Draht-Zaun verwendete. In dem Streit ging es darum, dass ein Knallerbsenstrauch in einem Garten in das Nachbargrundstück reicht und entfernt werden sollte.

## Belege
- O. L. Gilbert: Symphoricarpos albus (L.) S.F. Blake (S. rivularis Suksd., S. racemosa Michaux). In: Journal of Ecology. Band 83, 1995, S. 159–166, doi:10.2307/2261160.
- Peter Schütt, Ulla M. Lang: Symphoricarpos albus. In: Schütt, Weisgerber, Schuck, Lang, Stimm, Roloff: Enzyklopädie der Sträucher. Nikol, Hamburg 2006, ISBN 978-3-937872-40-7, S. 373–378.
- Ruprecht Düll, Herfried Kutzelnigg: Taschenlexikon der Pflanzen Deutschlands und angrenzender Länder. Die häufigsten mitteleuropäischen Arten im Portrait. 7., korrigierte und erweiterte Auflage, Quelle & Meyer, Wiebelsheim 2011, ISBN 978-3-494-01424-1.